# Jerzy Napieracz
Jerzy Napieracz (ur. 13 kwietnia 1929 w Krakowie, zm. 11 lipca 2018 tamże) – polski grafik i malarz, długoletni Główny Plastyk Miasta Krakowa. Twórca plakatów, ekslibrisów, grafik, malarstwa, rysunków i ilustracji do książek.

## Życiorys
Studiował na Wydziale Grafiki ASP w Krakowie, gdzie uzyskał dyplom w 1954. Uczestniczył w licznych  wystawach zbiorowych w kraju i zagranicą. Miał 64 wystawy indywidualne w Polsce, Niemczech, Czechach, Słowacji, Szwecji i USA. Był twórcą niezliczonych ekslibrisów inspirowanych Krakowem, które tworzył od 1960. Współpracował z „Dziennikiem Polskim”, gdzie publikował okolicznościowe grafiki od 1958. Pracował też w Krakowskim Domu Kultury „Pod Baranami”. Od 1972 do 1990 roku był Głównym Plastykiem Miasta Krakowa.
Został odznaczony odznaką „Honoris Gratia” (2010), Złotym Krzyżem Zasługi, Medalem 30-lecia Polski Ludowej, Medalem 40-lecia Polski Ludowej, Odznaką Zasłużony Działacz Kultury, Złotą Odznaką Honorową „Za zasługi dla Ziemi Krakowskiej” i Złotą Odznaką Honorową Związku Polskich Artystów Plastyków.
Zmarł w wieku 89 lat. Został pochowany na cmentarzu Rakowickim w Krakowie.